# Erik Blomqvist (escaquista)
Erik Blomqvist (Estocolm, 19 d'octubre de 1990) és un jugador d'escacs suec, que té el títol de Gran Mestre des de 2013. Ha estat dos cops campió de Suècia.
A la llista d'Elo de la FIDE de l'abril de 2022, hi tenia un Elo de 2550 punts, cosa que en feia el jugador número 3 (en actiu) de Suècia. El seu màxim Elo va ser de 2574 punts, a la llista del gener del 2017.

## Resultats destacats en competició
Blomqvist va obtenir el títol de Mestre Internacional el 2008 i el de Gran Mestre el 2013.
El 2011, va empatar als llocs 3r-8è a l'obert de Västerås amb Jonathan Westerberg, Ralf Åkesson, Stellan Brynell, Kim Nygren, i Christopher Krantz. El 2015, empatà als llocs 2n-5è amb Drazen Dragicevic, Yuri Solodovnichenko, i Ralf Åkesson a l'Open Elite Hotels.
Va guanyar el Campionat d'escacs de Suècia el 2016 amb una puntuació de 7½/9 (+6–0=3), dos punts per davant de Nils Grandelius. Va repetir triomf al campionat nacional el 2019.